# Pristimantis vilcabambae
Espèce
Statut de conservation UICN

 DD  : Données insuffisantes
Pristimantis vilcabambae est une espèce d'amphibiens de la famille des Craugastoridae.

## Répartition
Cette espèce est endémique de la province de Satipo dans la région de Junín au Pérou. Elle se rencontre à environ 2 050 m d'altitude dans la cordillère de Vilcabamba.

## Description
Les mâles mesurent de 13,5 à 14,5 mm et la femelle 22,1 mm.

## Étymologie
Son nom d'espèce lui a été donné en référence au lieu de sa découverte, la cordillère de Vilcabamba.

## Publication originale
- Lehr, 2007 : New eleutherodactyline frogs (Leptodactylidae: Pristimantis, Phrynopus) from Peru. Bulletin of the Museum of Comparative Zoology, vol. 159, no 2, p. 145-178 (texte intégral).